# 길산초등학교
길산초등학교는 대한민국 충청남도 서천군 서천읍 삼산북길 56 (삼산리)에 있었던 공립 초등학교이다.

## 학교 연혁
- 1949년 11월 30일 서천공립국민학교 길산분교장 개교(설립인가 11월 20일)
- 1952년 4월 2일 길산국민학교 승격 개교
- 1981년 3월 5일 병설유치원 개원
- 1995년 3월 1일 농어촌 급식학교 운영
- 1996년 3월 1일 교명 변경(길산초등학교)
- 1996년 3월 1일 충남서천교육청지정 열린교실시범학교운영
- 1996년 3월 1일 충남서천교육청지정 교단개혁 지정학교
- 2000년 3월 1일 서천초등학교로 통합

## 폐교 이후
폐교 이후 길산초등학교 교사는 잠시 정의여자중학교(2001년 폐교)가 사용했던 적이 있으며, 현재는 요양병원으로 사용되고 있다.